# Imanta
Imanta es un barrio de la ciudad de Riga, Letonia.

## Superficie
Posee una superficie de 9,003 kilómetros cuadrados (900,3 hectáreas).

## Población
Hasta 2021 presentaba una población de 43 332 habitantes, con una densidad de población de 4813,06 habitantes por kilómetro cuadrado.

## Transporte

### Rutas
- Autobús: 4, 4z, 13, 21, 36, 37, 39, 41, 46, 56.[1]
- Tranvía: 1.[1]
- Autobús expreso: 370.[1]